# Odynerus errabundus
Odynerus errabundus är en stekelart som beskrevs av Giordani Soika. Odynerus errabundus ingår i släktet lergetingar, och familjen Eumenidae. Inga underarter finns listade i Catalogue of Life.